# Saul Zaentz
Saul Zaentz (Passaic, 28 de fevereiro de 1921 – São Francisco, 3 de janeiro de 2014) foi um produtor de cinema e executivo musical estadunidense. Ele venceu o Oscar de Melhor Filme em três ocasiões e recebeu o Prémio Memorial Irving G. Thalberg em 1997.

## Biografia

### Início de vida
Saul Zaentz nasceu em Passaic, Nova Jérsei, no dia 28 de fevereiro de 1921. Quando os Estados Unidos entraram na Segunda Guerra Mundial, ele lutou pelo Exército. Ao final do conflito, ele estabeleceu-se em São Francisco, Califórnia, e começou a trabalhar para o produtor musical Norman Granz, viajando pelo país junto com músicos como Duke Ellington, Dave Brubeck, Gerry Mulligan e Stan Getz.
Em 1955 ele entrou para a Fantasy Records, trabalhando como gerente e vendedor por mais de dez anos. Em 1967, Zaentz e um grupo de investidores compraram a Fantasy, transformando-a na maior gravadora de jazz do mundo.

### Cinema
Depois do crescimento da Fantasy, Zaentz desejava entrar na indústria do cinema. Em 1975 ele produziu em parceria com Michael Douglas o filme One Flew Over the Cuckoo's Nest, estrelado por Jack Nicholson e Louise Fletcher, e dirigido por Miloš Forman. O filme venceu cinco Oscares, incluindo o de Melhor Filme para ele e Douglas.
Dois anos depois ele produziu Three Warriors, dirigido por Kieth Merrill. No ano seguinte ele foi o produtor da animação The Lord of the Rings, dirigida por Ralph Bakshi.
Após seis anos longe da produção, em 1984 ele voltou como produtor de Amadeus, estrelado por F. Murray Abraham e Tom Hulce, novamente sob a direção de Forman. O filme venceu oito Oscares e Zaentz venceu seu segundo prêmio de Melhor Filme.
Nos anos seguintes ele foi produtor executivo de The Mosquito Coast em 1986, de Peter Weir, e produtor de The Unbearable Lightness of Being em 1988, de Philip Kaufman, e At Play in the Fields of the Lord em 1991, de Hector Babenco.
Em 1996 ele produziu The English Patient, dirigido por Anthony Minghella e estrelado por Ralph Fiennes, Juliette Binoche e Willem Dafoe. O filme foi um enorme sucesso e venceu nove Oscares, com Zaentz vencendo seu terceiro de Melhor Filme e recebendo na mesma cerimônia o Prémio Memorial Irving G. Thalberg. Quase dez anos depois Zaentz produziu seu último filme, Goya's Ghosts em 2005, sua terceira colaboração com Forman.
Zaentz morreu em 3 de janeiro de 2014 em São Francisco, Califórnia, aos 92 anos de idade após uma longa batalha contra o mal de Alzheimer.